# Marseilles (Ohio)
Marseilles es una villa ubicada en el condado de Wyandot en el estado estadounidense de Ohio. En el Censo de 2010 tenía una población de 112 habitantes y una densidad poblacional de 441,26 personas por km².

## Geografía
Marseilles se encuentra ubicada en las coordenadas 40°42′4″N 83°23′32″O / 40.70111, -83.39222. Según la Oficina del Censo de los Estados Unidos, Marseilles tiene una superficie total de 0.25 km², de la cual 0.25 km² corresponden a tierra firme y (0%) 0 km² es agua.

## Demografía
Según el censo de 2010, había 112 personas residiendo en Marseilles. La densidad de población era de 441,26 hab./km². De los 112 habitantes, Marseilles estaba compuesto por el 99.11% blancos, el 0% eran afroamericanos, el 0.89% eran amerindios, el 0% eran asiáticos, el 0% eran isleños del Pacífico, el 0% eran de otras razas y el 0% pertenecían a dos o más razas. Del total de la población el 0% eran hispanos o latinos de cualquier raza.